# Entre ovejas
Entre ovejas es un programa de televisión emitido en La 1 y producido por El Terrat, que se estrenó el 3 de abril de 2020 a las 23:50 horas, aunque a partir del tercer programa fue reubicado en la noche de los miércoles a las 22:55 horas. El espacio, narrado por Silvia Abril, está basado en el formato de Vivendi Sheep & Celebrities, que ha sido emitido en Francia a través de C8 y en Alemania por el canal WDR.

## Formato
El pastor benasqués Zacarías Fievet recibe en cada programa a dos invitados famosos, que pasarán entre ovejas dos días y una noche. De este modo, irán conociendo varios aspectos del pastoreo y vivirán experiencias a las que no están acostumbrados. Cabe destacar que antes de cada entrega, Fievet no sabe quiénes son los invitados.

## Episodios y audiencias

### Temporada 1
| N.º | Fecha de emisión    | Invitados                                 | Audiencia        |
| --- | ------------------- | ----------------------------------------- | ---------------- |
| 1   | 3 de abril de 2020  | Mariló Montero Melani Olivares            | 897 000 (6,6%)   |
| 2   | 10 de abril de 2020 | Verónica Forqué Xuso Jones                | 773 000 (5,8%)   |
| 3   | 17 de abril de 2020 | Andreu Buenafuente Raúl Cimas             | 1 017 000 (8,0%) |
| 4   | 22 de abril de 2020 | Ricky Merino Nacho Vidal                  | 1 222 000 (7,7%) |
| 5   | 29 de abril de 2020 | Baltasar Garzón Anabel Alonso             | 1 326 000 (8,3%) |
| 6   | 6 de mayo de 2020   | Agatha Ruiz de la Prada Antonia Dell’Atte | 1 168 000 (7,7%) |

## Audiencia media
| Edición                         | Fecha | Cadena | Espectadores | Cuota de pantalla |
| ------------------------------- | ----- | ------ | ------------ | ----------------- |
| Entre ovejas: Primera temporada | 2020  | La 1   | 1 067 000    | 7,4%              |